# Tonalit
A Tonalit Gramophon Rt. 1934-ben indult, az EKA (Elektromos Készülékek és Anyagok Gyára) Rt.-ből vált ki. 1936-ban nevet változtatott, TONALIT Rádió Elektroakusztikai és Vegyipari Kft. néven folytatta. 
1946-ban államosították, majd 1950 januárjában elnöki alapító határozattal a Nehézipari Minisztérium „nemzeti vállalattá” szervezte, TONALIT Rádiótechnikai és Lemezjátszó Vállalat néven működött tovább. 
1950 júliusában a Serényi Jánosné, Gábor és Társa, Kábel és Autófelszerelési Üzem, valamint a Szikra Kft. budapesti cégeket beolvasztották a TONALIT Nemzeti Vállalatba. 
A rádiótechnikai termékek gyártását 1952-ben átadták az Orionnak.
1961-ben a TONALIT-ról leválasztották a VKM-et (villamos kis motor), és a TONALIT-ot véglegesen beolvasztották az Ikladi Ipari Műszergyárba (IMI).